# Fiebrigella oophila
Fiebrigella oophila är en tvåvingeart som först beskrevs av Willi Hennig 1941.  Fiebrigella oophila ingår i släktet Fiebrigella och familjen fritflugor. Inga underarter finns listade i Catalogue of Life.